# Yokohama Football Club
Maillots
Actualités
Le Yokohama FC (横浜FC) est un club japonais de football basé à Yokohama, capitale de la préfecture de Kanagawa. Le club évolue en J. League.

## Historique
Le Yokohama FC a été formé en 1999 à la suite de la fusion des deux clubs de Yokohama, le Yokohama Flügels et le Yokohama F. Marinos. Les supporters des Flügels ont estimé que leur club avait essentiellement été dissous plutôt que fusionné, ils ont donc rejeté la suggestion de commencer à soutenir les Marinos qui avaient été leurs rivaux. Au lieu de cela, avec l'argent collecté grâce aux dons du grand public et une affiliation avec la société de gestion des talents IMG, les anciens supporters des Flügels ont fondé le Yokohama Fulie Sports Club. Suivant le modèle social utilisé par le FC Barcelone, le Fulie Sports Club a créé le Yokohama FC, la première équipe sportive professionnelle au Japon détenue et gérée par ses supporters.
Pour sa première saison en 1999, le Yokohama FC a embauché l'ancien joueur de l'équipe nationale allemande et star de la Coupe du monde Pierre Littbarski comme entraîneur et Yasuhiko Okudera, le premier footballeur japonais à jouer professionnellement en Europe, comme président. Le club a tenté d'entrer directement dans la J.League, mais la Fédération japonaise de football n'a autorisé l'entrée qu'à la JFL, à l'époque le troisième niveau du système de la Ligue japonaise de football, et a décidé que le club ne serait pas éligible pour une promotion dans la J.League 2 à la fin de sa première saison. Ainsi, bien qu'il ait terminé champion de la JFL en 1999, le Yokohama FC a de nouveau terminé champion de la JFL en 2000 avant d'être promu en J.League 2.
Le club a passé les six saisons suivantes en J.League 2 avant de terminer champion en 2006 et d'être promu en J.League. En 2007, le Yokohama FC dispute alors sa première saison dans l'élite du football japonais. Après une mauvaise saison, l'équipe a été reléguée, malgré sa relégation précoce, le Yokohama FC a néanmoins battu les prétendants au titre Urawa Red Diamonds et Kashima Antlers.
En 2018, le Yokohama FC a raté de peu la promotion automatique à la différence de buts. L'équipe s'est qualifiée pour la demi-finale de la promotion vers la J.League, s'inclinant face à Tokyo Verdy sur le score d'un but à zéro. En 2019, le Yokohama FC a terminé deuxième en J.League 2 et a obtenu une promotion automatique en J.League.
Après avoir terminé à la dernière place en 2021, le Yokohama FC est relégué en J.League 2 pour la saison 2022 et obtient dès la saison suivante sa promotion en finissant vice-champion de J.League 2.

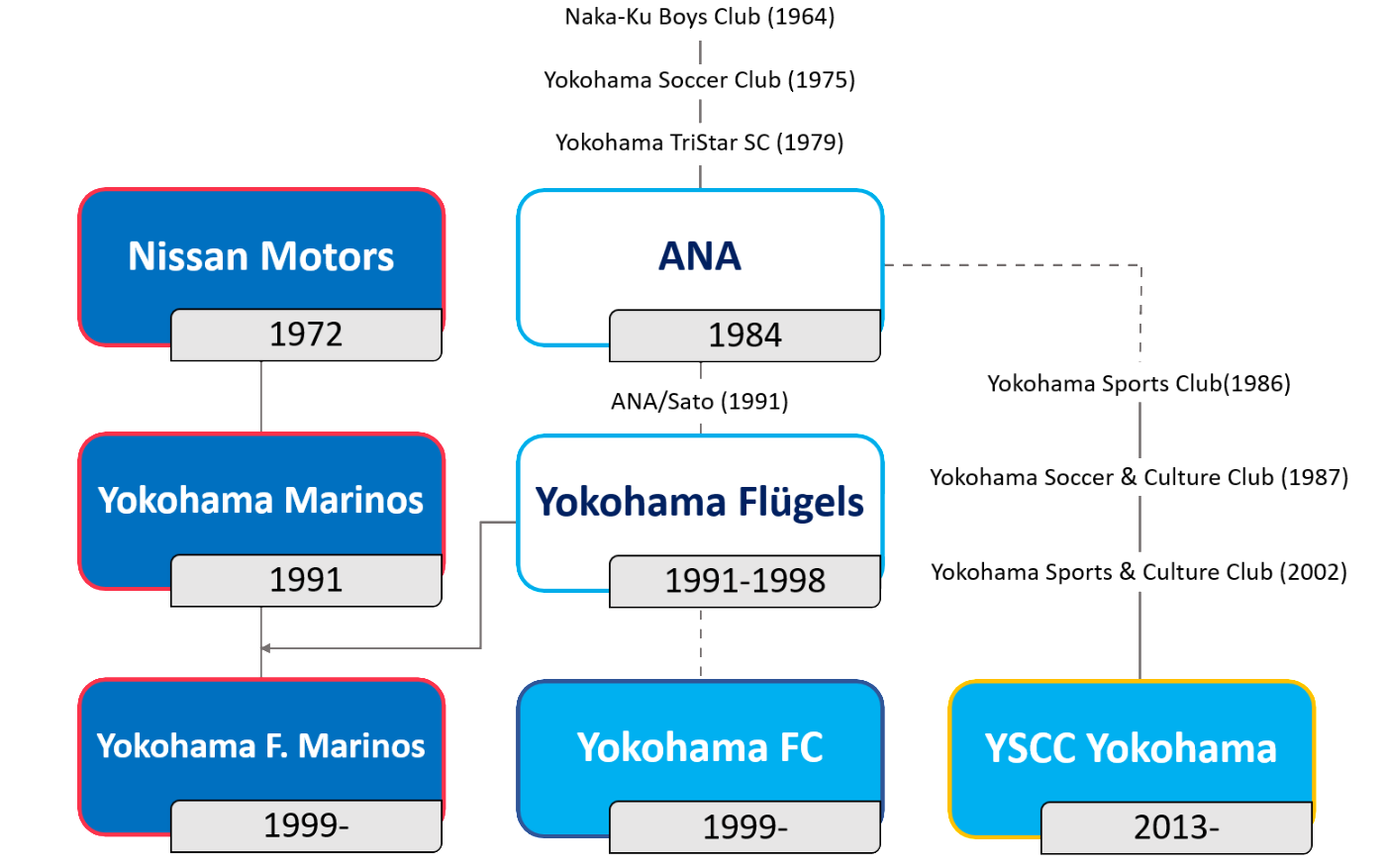
Graphique historique des clubs de Yokohama.

## Palmarès
| Compétitions nationales | Compétitions internationales |
| - Championnat du Japon de deuxième division (1) - Champion : 2006 - Vice-champion : 2019 et 2022 - Championnat du Japon de quatrième division (2) - Champion : 1999 et 2000 | - Néant                      |

## Maillots domicile et extérieur
| FP 1st      | FP 1st      | FP 1st      | FP 1st      | FP 1st      |
| ----------- | ----------- | ----------- | ----------- | ----------- |
| 2001        | 2002        | 2003 - 2004 | 2005 - 2006 | 2007 - 2008 |
| 2009 - 2010 | 2011 - 2012 | 2013        | 2014        | 2015        |
| 2016        | 2017        | 2018        | 2019        | 2020        |
| 2021        | 2022 -      |             |             |             |
|             |             |             |             |             |

| FP 2nd      | FP 2nd      | FP 2nd      | FP 2nd      | FP 2nd      |
| ----------- | ----------- | ----------- | ----------- | ----------- |
| 2001        | 2002        | 2003 - 2004 | 2005 - 2006 | 2007 - 2008 |
| 2009 - 2010 | 2011 - 2012 | 2013        | 2014        | 2015        |
| 2016        | 2017        | 2018        | 2019        | 2020        |
| 2021        | 2022 -      |             |             |             |
|             |             |             |             |             |

## Joueurs et personnalités du club

### Entraîneurs
Le tableau suivant présente la liste des entraîneurs du club depuis 1999.
| Rang | Nom                | Période   |
| ---- | ------------------ | --------- |
| 1    | Pierre Littbarski  | 1999-2000 |
| 2    | Yoshikazu Nagai    | 2001      |
| 3    | Yuji Sakakura      | 2001      |
| 4    | Katsuyoshi Shinto  | 2001-2002 |
| 5    | Pierre Littbarski  | 2003-2004 |
| 6    | Yusuke Adachi (en) | 2005-2006 |

| Rang | Nom                   | Période   |
| ---- | --------------------- | --------- |
| 7    | Takuya Takagi         | 2006-2007 |
| 8    | Júlio César Leal      | 2007      |
| 9    | Satoshi Tsunami       | 2008      |
| 10   | Yasuhiro Higuchi (en) | 2009      |
| 11   | Yasuyuki Kishino      | 2010-2012 |
| 12   | Takahiro Taguchi (en) | 2012      |

| Rang | Nom                | Période   |
| ---- | ------------------ | --------- |
| 13   | Motohiro Yamaguchi | 2012-2014 |
| 14   | Miloš Rus (en)     | 2015      |
| 15   | Hitoshi Nakata     | 2015      |
| 16   | Miloš Rus (en)     | 2016      |
| 17   | Hitoshi Nakata     | 2016-2017 |
| 18   | Edson Tavares      | 2017-2019 |

| Rang | Nom                 | Période     |
| ---- | ------------------- | ----------- |
| 19   | Takahiro Shimotaira | 2019-2021   |
| 20   | Tomonobu Hayakawa   | 2021-2022   |
| 21   | Shuhei Yomoda       | depuis 2022 |

### Joueurs emblématiques
- Kenji Arima
- Masahiro Endo
- Yoshikazu Goto
- Kazuki Hiramoto
- Yuji Hironaga
- Kazunori Iio
- Takuya Jinno
- Shoji Jo
- Tomotaka Kitamura
- Tatsuhiko Kubo
- Hiroaki Kumon
- Mikio Manaka
- Yuta Minami
- Atsuhiro Miura
- Kazuyoshi Miura
- Shigeyoshi Mochizuki
- Yuichiro Nagai
- Shingo Nejime
- Masashi Oguro
- Daisuke Oku
- Norio Omura
- Tomoyoshi Ono
- Kosuke Ota
- Takanori Sugeno
- Kunihiko Takizawa
- Shinichi Terada
- Tomoya Uchida
- Kohei Usui
- Ippei Watanabe
- Takuya Yamada
- Motohiro Yamaguchi
- Tsuyoshi Yoshitake
- Shinji Ono
- An Hyo-yeon
- An Yong-hak
- Cho Young-cheol
- Choi Sung-yong
- Chong Yong-de
- Kim Yoo-jin
- Oh Beom-seok
- Park Sung-ho
- Satoshi Ōtomo
- Steven Tweed
- Dirk Lehmann
- Dirk van der Ven
- Svend Brodersen
- Mathieu Boots
- Dirk van der Ven
- Pavel Řehák
- Rudi Vata
- Rok Štraus
- Ibba Laajab
- Silvio Spann
- Fernando Moner
- Alemão
- Marcos Paulo
- Anderson
- Douglas Marques
- Fabinho
- Roberto
- França
- Gilmar Silva Santos
- Adriano Pimenta
- Augusto
- Silvinho
- Leandro Domingues
- Kaio Felipe Gonçalves

## Bilan saison par saison
Ce tableau présente les résultats par saison du Yokohama FC dans les diverses compétitions nationales et internationales depuis la saison 2001.
| Saison | Championnat | Championnat | Championnat | Championnat | Championnat | Championnat | Championnat | Championnat | Championnat | Championnat | Coupe du Japon | Coupe de la Ligue |
| Saison | Division    | Pos         | Pts         | J           | V           | N           | D           | BP          | BC          | Diff.       | Coupe du Japon | Coupe de la Ligue |
| ------ | ----------- | ----------- | ----------- | ----------- | ----------- | ----------- | ----------- | ----------- | ----------- | ----------- | -------------- | ----------------- |
| 2001   | J2 League   | 9e          | 43          | 44          | 15          | 1           | 28          | 58          | 81          | -23         | 4e tour        | 2e tour           |
| 2002   | J2 League   | 12e         | 35          | 44          | 8           | 11          | 25          | 43          | 81          | -38         | 3e tour        | -                 |
| 2003   | J2 League   | 11e         | 42          | 44          | 10          | 12          | 22          | 49          | 88          | -39         | 3e tour        | -                 |
| 2004   | J2 League   | 8e          | 52          | 44          | 10          | 22          | 12          | 42          | 50          | -8          | 5e tour        | -                 |
| 2005   | J2 League   | 11e         | 45          | 44          | 10          | 15          | 19          | 48          | 64          | -16         | 4e tour        | -                 |
| 2006   | J2 League   | 1er         | 93          | 48          | 26          | 15          | 7           | 61          | 32          | +29         | 3e tour        | -                 |
| 2007   | J1 League   | 18e         | 16          | 34          | 4           | 4           | 26          | 19          | 66          | -47         | 5e tour        | Phase de groupe   |
| 2008   | J2 League   | 10e         | 50          | 42          | 11          | 17          | 14          | 51          | 56          | -5          | 4e tour        | -                 |
| 2009   | J2 League   | 16e         | 44          | 51          | 11          | 11          | 29          | 43          | 70          | -27         | 3e tour        | -                 |
| 2010   | J2 League   | 6e          | 54          | 36          | 16          | 6           | 14          | 54          | 47          | +7          | 3e tour        | -                 |
| 2011   | J2 League   | 18e         | 41          | 38          | 11          | 8           | 19          | 40          | 54          | -14         | 2e tour        | -                 |
| 2012   | J2 League   | 4e          | 73          | 42          | 22          | 7           | 13          | 62          | 45          | +17         | 3e tour        | -                 |
| 2013   | J2 League   | 11e         | 58          | 42          | 15          | 13          | 14          | 49          | 46          | +3          | 2e tour        | -                 |
| 2014   | J2 League   | 11e         | 55          | 42          | 14          | 13          | 15          | 49          | 47          | +2          | 2e tour        | -                 |
| 2015   | J2 League   | 15e         | 52          | 42          | 13          | 13          | 16          | 33          | 58          | -25         | 2e tour        | -                 |
| 2016   | J2 League   | 8e          | 59          | 42          | 16          | 11          | 15          | 50          | 51          | -1          | 4e tour        | -                 |
| 2017   | J2 League   | 10e         | 63          | 42          | 17          | 12          | 13          | 60          | 49          | +11         | 2e tour        | -                 |
| 2018   | J2 League   | 3e          | 76          | 42          | 21          | 13          | 8           | 63          | 44          | +19         | 3e tour        | -                 |
| 2019   | J2 League   | 2e          | 79          | 42          | 23          | 10          | 9           | 66          | 40          | +26         | 3e tour        | -                 |
| 2020   | J1 League   | 15e         | 33          | 34          | 9           | 6           | 19          | 38          | 60          | -22         | -              | Phase de groupe   |
| 2021   | J1 League   | 20e         | 27          | 38          | 6           | 9           | 23          | 32          | 77          | -45         | 2e tour        | Phase de groupe   |
| 2022   | J2 League   | 2e          | 80          | 42          | 23          | 11          | 8           | 66          | 49          | +17         | 3e tour        | -                 |
| 2023   | J1 League   | 18e         | 29          | 34          | 7           | 8           | 19          | 31          | 58          | -27         | 3e tour        | Phase de groupe   |
| 2024   | J2 League   | 2e          | 76          | 38          | 22          | 10          | 6           | 60          | 27          | +33         | 3e tour        | 1er tour          |
| Saison | Division    | Pos         | Pts         | J           | V           | N           | D           | BP          | BC          | Diff.       | Coupe du Japon | Coupe de la Ligue |
| Saison | Championnat |             |             |             |             |             |             |             |             |             | Coupe du Japon | Coupe de la Ligue |